# Domna Wiswizi
Domna Wiswizi, gr. Δόμνα Βισβίζη (ur. 1783 na Chios, zm. 1850 na Pireusie) – grecka bohaterka walk o wyzwolenie Grecji spod niewoli osmańskiej, kapitan statku.

## Życiorys
Pochodziła z rodziny bogatych właścicieli ziemskich. W 1808 r. w Ainos wyszła za mąż za Chadziego Andonisa Wiswizisa, zamożnego armatora, członka Filiki Eteria, tajnej organizacji działającej na rzecz niepodległości Grecji. Domna Wiswizi dołączyła do organizacji.
Z mężem wychowała pięcioro dzieci: 3 chłopców i 2 dziewczynki.
Gdy w 1821 r. wybuchła grecka wojna o niepodległość, małżonkowie szybko podjęli działania; 23 marca załadowali na swój najlepszy statek, „Kalomoirę”, kosztowności, pamiątki i ludzi. Uzbrojonym okrętem ruszyli w Morze Egejskie. Wiswizi została mianowana przez męża współkapitanem. Statek brał udział w kilku zwycięskich bitwach, m.in. u wybrzeży Półwyspu Chalcydyckiego, Athos, Lesbos i Samos. Mąż Domny zginął na jej oczach 21 lipca 1822 r. w pobliżu Eubei.
Domna Wiswizi przejęła dowództwo nad „Kalomoirą”. Była wykwalifikowaną i szanowaną dowódczynią. Statek, oprócz udziału w walkach, transportował też żywność i amunicję. Przyczynił się do zatrzymania Osmanów na Eubei, uniemożliwienia im przejścia do środkowej Grecji i umożliwiając zajęcie wyspy przez Greków.
Wiswizi była dowodziła „Kalomoirą” do końca 1823 r. Gdy środki finansowe na utrzymanie statku skończyły się, bezskutecznie prosiła o pomoc rząd grecki. W 1824 r. przekazała go greckiej marynarce wojennej.
Po 1824 r. Wiswizi i jej rodzina żyli w biedzie najpierw w Nafplio, potem w Ermoupoli. W obu miastach została okradziona i oszukana. Zwróciła się do rządu greckiego o pomoc finansową – dostała najniższe miesięczne świadczenie (30 drachm). W 1826 r. jedno z jej dzieci zmarło w wyniku głodu.

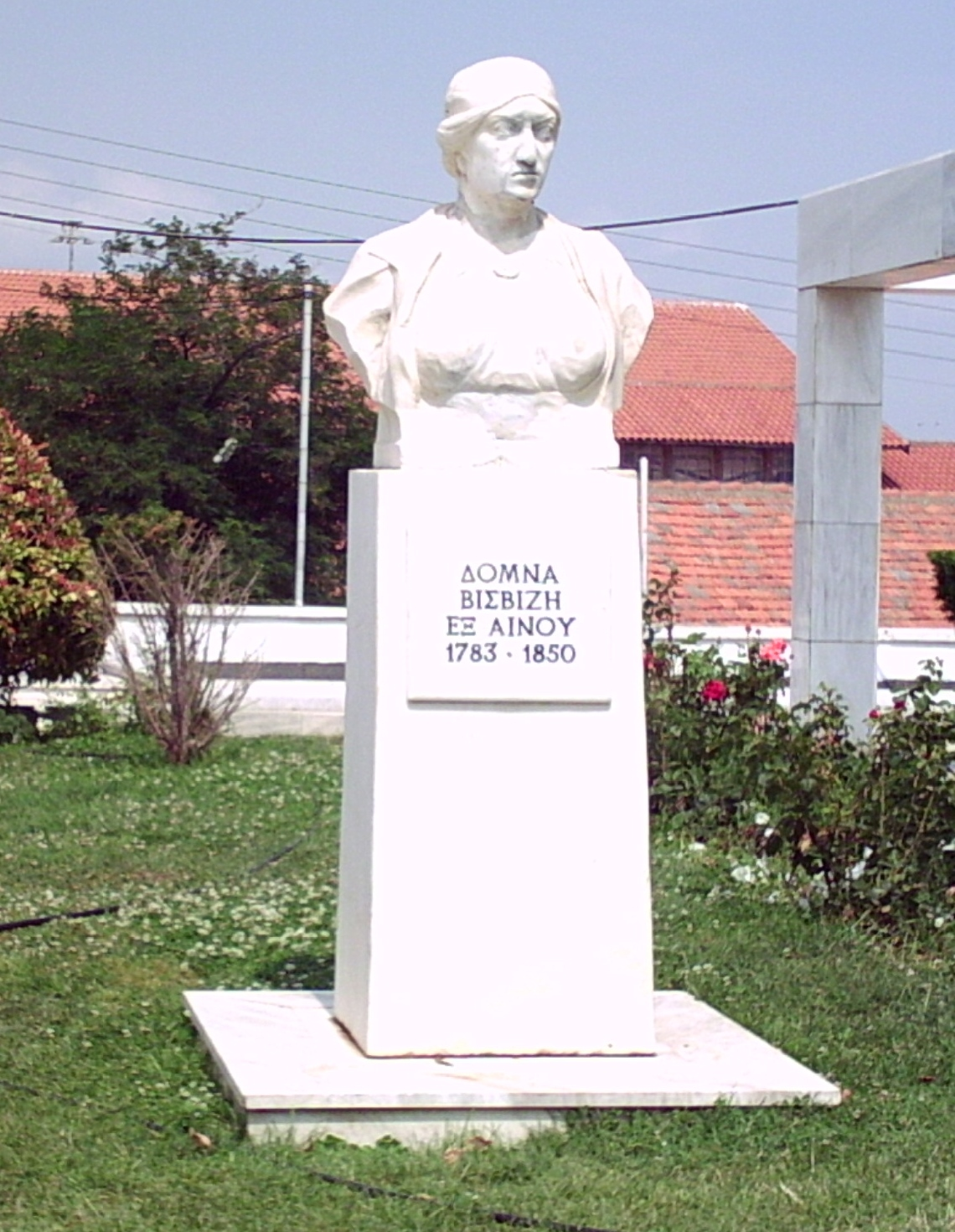
Pomnik w Aleksandropolis

W 1845 r. przeprowadziła się do Pireusu. Zmarła w biedzie.

## Dziedzictwo i upamiętnienie
Już za życia inspirowała poezję ludową. Po śmierci otrzymała przydomek „Bubulina Tracji”.
Jest uważana za jedną z mniej znanych bohaterek wojny, kobiet walczących o niepodległość Grecji.
W 2005 r. w Aleksandropolis postawiono jej pomnik, a w Pedion tou Areos (parku w Atenach na cześć bohaterów greckiej wojny o niepodległość) popiersie.